# Farigliano
Farigliano is een gemeente in de Italiaanse provincie Cuneo (regio Piëmont) en telt 1766 inwoners (31-12-2004). De oppervlakte bedraagt 16,4 km², de bevolkingsdichtheid is 108 inwoners per km².

## Demografie
Farigliano telt ongeveer 722 huishoudens. Het aantal inwoners steeg in de periode 1991-2001 met 1,0% volgens cijfers uit de tienjaarlijkse volkstellingen van ISTAT.
| Jaar | Inwoneraantal |
| ---- | ------------- |
| 1991 | 1735          |
| 2001 | 1752          |

## Geografie
Farigliano grenst aan de volgende gemeenten: Belvedere Langhe, Carrù, Clavesana, Dogliani, Lequio Tanaro, Piozzo.